# Подальше розширення Європейського Союзу

Поточні члени (27)
Кандидати, що ведуть перемовини (6)
Кандидати (2)
Потенційний кандидат
Кандидат із замороженими перемовинами

Членом Європейського Союзу може стати будь-яка країна географічно розташована в Європі, яка відповідає критеріям викладеним у Маастрихтському договорі (див. Копенгагенські критерії). Серед них це демократичні (верховенство права, дотримання прав людини, тощо) та економічні (стабільна ринкова економіка).
Є 9 визнаних кандидатів на членство в Європейському Союзі: Туреччина (подана у 1987 році), Північна Македонія (подана у 2004 році), Чорногорія (подана у 2008 році), Албанія (подана у 2009 році), Сербія (подана у 2009 році), Боснія і Герцеговина (подана у 2016 році), Україна (подана у 2022 році), Молдова (подана у 2022 році), Грузія (подана у 2022 році). Косово, незалежність якого не визнається п'ятьма країнами-членами ЄС визнано ЄС потенційним кандидатом на членство. Поки інші прогресують, турецькі перемовини були заморожені через недотримання європейських цінностей.
Критерії приєднання включені до Копенгагенських критеріїв, узгоджених у 1993 році, та Маастрихтського договору (стаття 49). Стаття 49 Маастрихтського договору (із змінами та доповненнями) говорить, що будь-яка «європейська держава», яка поважає «принципи свободи, демократії, поваги прав людини та основних свобод та верховенства права», може подати заявку на вступ до ЄС. Європейська країна чи ні є предметом політичної оцінки з боку інституцій ЄС.
З чотирьох найбільших західноєвропейських країн, які не є членами ЄС, Ісландія, Норвегія та Швейцарія подавали заявки на членство, але згодом заморозили їх, тоді як Велика Британія є колишнім членом. Ліхтенштейн, Норвегія, Швейцарія та Ісландія беруть участь в Єдиному ринку ЄС, а також беруть участь у Шенгенській зоні, що робить їх тісно пов'язаними з ЄС; однак жоден не входить до Митного союзу ЄС. У 2014 році ЄС підписав Угоди про асоціацію з країнами Східного партнерства: Грузією, Молдовою та Україною. Європарламент прийняв резолюцію, що визнає «європейську перспективу» всіх трьох країн. Азербайджан, Білорусь і Вірменія поки не планують євроінтегруватися та вступати в Європейський Союз, адже ведуть інтеграцію з Російською Федерацією.

## Поточні члени
Після виходу Великої Британії з ЄС у 2020 році кількість держав-членів скоротилась до двадцяти семи.
| Нові члени                                                                          | Рік  | Кількість держав-членів |
| ----------------------------------------------------------------------------------- | ---- | ----------------------- |
| Бельгія, Франція, Західна Німеччина, Італія, Люксембург, Нідерланди                 | 1957 | 6                       |
| Данія, Ірландія, Велика Британія                                                    | 1973 | 9                       |
| Греція                                                                              | 1981 | 10                      |
| Португалія, Іспанія                                                                 | 1986 | 12                      |
| Австрія, Фінляндія, Швеція                                                          | 1995 | 15                      |
| Кіпр, Чехія, Естонія, Угорщина, Латвія, Литва, Мальта, Польща, Словаччина, Словенія | 2004 | 25                      |
| Болгарія, Румунія                                                                   | 2007 | 27                      |
| Хорватія                                                                            | 2013 | 28                      |
| Вихід Великої Британії                                                              | 2020 | 27                      |

## Поточний порядок денний
Ця програма розширення Європейського Союзу стосується Туреччини, держав Західних Балкан та Східної Європи — Албанії, Боснії та Герцеговини, Косово, Північної Македонії, Чорногорії та Сербії, Молдови і України. Ці держави повинні домовитись про умови вступу до ЄС із чинними країнами-членами та узгодити своє внутрішнє законодавство із законодавством ЄС до вступу.
Туреччина має давню заявку на співпрацю з ЄС, але переговори про їх приєднання зупинились з 2016 року. Це пов'язано з політичними проблемами, пов'язаними зі вступом країни. Що стосується країн Західних Балкан, то ЄС пообіцяв включити їх після їхніх громадянських воєн: фактично дві держави вступили (Словенія та Хорватія), є п'ять кандидатів (Албанія, Боснія і Герцеговина, Північна Македонія, Сербія та Чорногорія), а Косово має договір про вступ.
Є інші держави в Європі, які або прагнуть до членства, або потенційно можуть подати заявку, якщо їхні поточні зміни у зовнішній політиці або ЄС подасть сигнал про те, що вони можуть бути включені до порядку денного розширення. Однак це формально не є частиною поточного порядку денного, який вже відкладається через двосторонні суперечки на Балканах та труднощі з повною реалізацією acquis communautaire (прийнятого органу законодавства ЄС).
У 2005 році Європейська Комісія запропонувала у стратегічному документі, що поточний порядок денний про розширення може потенційно заблокувати можливість майбутнього приєднання Вірменії, Азербайджану, Білорусі, Грузії, Молдови та України. Оллі Рен, єврокомісар з питань розширення між 2004 і 2010 роками, іноді зазначав, що ЄС повинен «уникати надмірного розтягування нашого потенціалу, а натомість консолідувати нашу програму розширення», додавши, «це вже є складною програмою для нашого процесу вступу».
Раніше нормами для розширень було бачити одночасне входження кількох учасників до Союзу. Єдиними попередніми розширеннями однієї держави були прийняття Греції у 1981 році та прийняття Хорватії у 2013 році.
Однак члени ЄС попередили, що після значного впливу п'ятого розширення в 2004 році в майбутньому буде застосовано більш індивідуальний підхід, хоча вступ пар або невеликих груп країн, швидше за все, буде збігатися.

### Асоційоване тріо
Грузія, Молдова та Україна ратифікували Угоду про асоціацію з ЄС, а в 2014 році Європейський парламент ухвалив резолюцію, в якій стверджується, що «відповідно до статті 49 Договору про Європейський Союз, Грузія, Молдова та Україна, а також будь-яка інша європейська країна, яка має європейську перспективу, може подати заявку на членство в ЄС з дотриманням принципів демократії, поваги до основних свобод і прав людини, прав меншин та забезпечення верховенства прав». Вони також увійшли до поглибленої та всеосяжної зони вільної торгівлі з ЄС, яка створює «рамку для модернізації […] торгових відносин та економічного розвитку шляхом відкриття ринків шляхом поступового скасування митних тарифів і квот, а також шляхом широкого гармонізація законів, норм і правил у різних галузях торгівлі, створення умов для узгодження ключових галузей» їх економіки зі стандартами ЄС. Однак у 2010-х роках ЄС не наважився на початок розширення на пострадянський простір.

#### Україна
Угода про асоціацію України з ЄС була підписана в 2014 році та стала чинною в 2017 році. 28 лютого 2022 року, в умовах повномасштабного російського вторгнення в Україну, президент України Володимир Зеленський підписав заявку на членство України в ЄС. Також разом із головою Верховної Ради Русланом Стефанчуком і прем'єр-міністром Денисом Шмигалем було підписано Спільну заяву. У документах ідеться про те, що Україна поважає цінності, закріплені у статті 2 Договору про Європейський Союз, і має честь подати заявку на членство відповідно до статті 49 цього Договору. Україна проситиме розглянути заявку за спеціальною процедурою, тобто невідкладно почати формальний процес, що приведе до надання державі статусу кандидата на членство.
1 березня 2022 року Європейський парламент переважною більшістю голосів затвердив резолюцію, яка рекомендує державам-членам ЄС працювати над наданням Україні статусу кандидата на вступ. 23 червня 2022 року на саміті Європейської ради, що розпочався в Брюсселі, Україна та Молдова офіційно отримали статус країн-кандидатів. У грудні 2023 року Єврорадою ухвалено рішення про початок переговорів, 25 червня 2024 офіційно оголосили про початок переговорів про вступ.

### Західні Балкани
Саміт Європейської Ради 2003 року в Салоніках визначив інтеграцію Західних Балкан пріоритетом розширення ЄС. Це зобов'язання було прийнято з метою стабілізації регіону внаслідок Югославських війн — серії етнічних воєн до 1990-х років, що призвели до розпаду Югославії.
Словенія, перша колишня югославська країна, яка здобула незалежність, приєдналася до ЄС у 2004 році, за нею — Хорватія у 2013 році.
Албанія, Сербія, Північна Македонія та Чорногорія — усі країни-кандидати, які ведуть переговори. Боснія і Герцеговина подала заявку на приєднання та отримала статус кандидата 15 грудня 2022 р., тоді як Косово, яке проголосило незалежність у 2008 році, не визнається усіма країнами ЄС.
Сербія і Чорногорія можуть приєднатися до Європейського Союзу в 2025 році. Європейська Рада схвалила початок переговорів з Північною Македонією та Албанією 26 березня 2020 року, і вони можуть приєднатися після 2025 року.
Болгарія заблокувала переговори про вступ Північної Македонії до ЄС. 18 липня 2022 року ЄС погодився почати перемовини про вступ з Албанією та Північною Македонією.

### Туреччина
Кандидатура Туреччини для вступу до ЄС була предметом великого значення та суперечливих питань з моменту її надання в 1999 році. Туреччина мала історично тісні зв'язки з ЄС, маючи угоду про асоціацію з 1964 року, перебуваючи в митному союзі з ЄС з 1995 року і спочатку подав заявку на вступ у 1987 р. Лише після саміту в Брюсселі 17 грудня 2004 р. (після великого розширення 2004 р.) Європейська рада оголосила, що переговори про членство з Туреччиною були офіційно відкриті 3 жовтня 2005 р.
Туреччина є тринадцятою за величиною економікою у світі і є ключовою регіональною державою. У 2006 році міністр закордонних справ Швеції Карл Більт заявив, що «[приєднання Туреччини] надасть ЄС вирішальної ролі для стабільності у східній частині Середземного моря і Чорного моря, що явно відповідає стратегічним інтересам Європи.»
Однак інші, такі як колишній президент Франції Ніколя Саркозі та канцлер Німеччини Ангела Меркель, продовжують протидіяти членству Туреччини. Противники стверджують, що Туреччина не поважає ключові принципи, які очікуються в умовах ліберальної демократії, такі як свобода вираження поглядів. Велика кількість населення Туреччини також змінить співвідношення сил у представницьких європейських інституціях. Після вступу до ЄС 84 мільйони жителів Туреччини подарували б їй найбільшу кількість депутатів Європарламенту. Це стане найбільш густонаселеною країною в ЄС. Інша проблема полягає в тому, що Туреччина не визнає одну державу ЄС, Кіпр, через кіпрську суперечку, а уряд Кіпру блокує деякі розділи переговорів Туреччини.
Відносини Туреччини з ЄС серйозно погіршилися після спроби турецького перевороту 2016 року та подальших чисток. 24 листопада 2016 року Європарламент затвердив необов'язкову резолюцію із закликом «тимчасово заморозити переговори про приєднання з Туреччиною, що тривають», що стосується прав людини та законності. 13 грудня Європейська рада (до складу якої входять глави держав або урядів держав-членів) вирішила, що не відкриватиме нових областей в переговорах про членство Туреччини за «переважних обставин», оскільки шлях Туреччини до самодержавного правління просунувся до вступу до ЄС неможливо. Починаючи з 2017 року, і особливо після перемоги Ердогана на конституційному референдумі, переговори про вступ Туреччини фактично перебувають у тупику.

### Зведена таблиця
| Держава              | Статус                                | Останній крок | Наступний крок |
| -------------------- | ------------------------------------- | --- | --- |
| Албанія              | Кандидат, що веде переговори          | У липні 2022 року розпочато переговори про приєднання. Жоден із 33 розділів переговорів не відкрито та не закрито. | Кожен розділ має бути закрито для завершення переговорів та приєднання до Євросоюзу. |
| Північна Македонія   | Кандидат, що веде переговори          | У липні 2022 року розпочато переговори про приєднання. Жоден із 33 розділів переговорів не відкрито та не закрито. | Кожен розділ має бути закрито для завершення переговорів та приєднання до Євросоюзу. |
| Молдова              | Кандидат, що веде переговори          | 25 червня 2024 офіційно оголосили про початок переговорів про вступ.                                               | Кожен розділ має бути закрито для завершення переговорів та приєднання до Євросоюзу. |
| Сербія               | Кандидат, що веде переговори          | У січні 2014 року розпочато переговори про приєднання. З 34 розділів 22 відкрито, 2 — тимчасово закрито.           | Кожен розділ має бути закрито для завершення переговорів та приєднання до Євросоюзу. |
| Україна              | Кандидат, що веде переговори          | 25 червня 2024 офіційно оголосили про початок переговорів про вступ.                                               | Кожен розділ має бути закрито для завершення переговорів та приєднання до Євросоюзу. |
| Чорногорія           | Кандидат, що веде переговори          | У червні 2012 року розпочато переговори про приєднання. Усі 33 розділи відкрито, 3 — тимчасово закрито.            | Кожен розділ має бути закрито для завершення переговорів та приєднання до Євросоюзу. |
| Боснія і Герцоговина | Кандидат                              | У грудні 2022 року Єврорадою надано статус кандидата.                                                              | 14 ключових пріоритетів, рекомендованих Єврокомісією, має бути виконано для початку переговорів про приєднання. |
| Грузія               | Кандидат                              | У червні 2024 року ЄС заморозив переговори                                                                         | Лідери країн ЄС під час зустрічі у Брюсселі 27 червня 2024 року погодилися зупинити процес приєднання Грузії до Європейського Союзу |
| Косово               | Потенційний кандидат                  | У грудні 2022 року подано заявку на членство.                                                                      | Єврорадою має бути запитано думку Єврокомісії для подальшого просування процесу. |
| Туреччина            | Кандидат із замороженими переговорами | У жовтні 2005 року розпочато переговори про приєднання. З 33 розділів 16 відкрито, 1 — тимчасово закрито.          | Переговори про приєднання заморожено, за поточних обставин жоден розділ не може бути відкрито чи закрито. 2019 року комітетом Європарламенту проголосовано за призупинення переговорів про вступ. 18 липня 2023 року Євросоюзом вирішено не поновлювати переговори про приєднання. |

### Хронологія
| Подія                                                      | Кандидати, що ведуть переговори | Кандидати, що ведуть переговори     | Кандидати, що ведуть переговори | Кандидати, що ведуть переговори | Кандидати, що ведуть переговори    | Кандидати, що ведуть переговори |                      | Кандидати                           | Кандидати           |                                | Потенційний кандидат |                     | Кандидат із замороженими переговорами |
| Подія                                                      | Албанія                         | Молдова                             | Північна Македонія              | Сербія                          | Україна                            | Чорногорія                      | Боснія і Герцеговина | Грузія                              | Косово              | Туреччина                      |                      |                     |                                       |
| Угода про асоціацію                                        | Угода про асоціацію             | Угода про асоціацію                 | Угода про асоціацію             | Угода про асоціацію             | Угода про асоціацію                | Угода про асоціацію             | Угода про асоціацію  | Угода про асоціацію                 | Угода про асоціацію | Угода про асоціацію            | Угода про асоціацію  | Угода про асоціацію | Угода про асоціацію                   |
| ---------------------------------------------------------- | ------------------------------- | ----------------------------------- | ------------------------------- | ------------------------------- | ---------------------------------- | ------------------------------- | -------------------- | ----------------------------------- | ------------------- | ------------------------------ | -------------------- | ------------------- | ------------------------------------- |
| Початок переговорів про Угоду про асоціацію з ЄС           | 31.01.2003                      | 01.2010                             | 5.04.2000                       | 10.10.2005                      | 5.03.2007                          | 10.10.2005                      |                      | 25.11.2005                          | 01.2010             |                                | 28.10.2013           |                     | 1959 (УА) 1970 (МС)                   |
| Підписання Угоди про асоціацію з ЄС                        | 12.06.2006                      | 27.06.2014                          | 9.04.2001                       | 29.04.2008                      | 21.03.2014 (УА) 27.06.2014 (ПВЗВТ) | 15.10.2007                      | 16.06.2008           | 27.06.2014                          | 27.10.2015          | 12.09.1963 (УА) 1995 (МС)      |                      |                     |                                       |
| Набуття чинності Угоди про асоціацію з ЄС                  | 1.04.2009                       | 1.07.2016                           | 1.04.2004                       | 1.09.2013                       | 1.09.2017                          | 1.05.2010                       | 1.06.2015            | 1.07.2016                           | 1.04.2016           | 1.12.1964 (УА) 31.12.1995 (МС) |                      |                     |                                       |
| Заявка на приєднання                                       |                                 |                                     |                                 |                                 |                                    |                                 |                      |                                     |                     |                                |                      |                     |                                       |
| Подання заявки на приєднання                               | 28.04.2009                      | 3.03.2022                           | 22.03.2004                      | 22.12.2009                      | 28.02.2022                         | 15.12.2008                      |                      | 15.02.2016                          | 3.03.2022           |                                | 14.12.2022           |                     | 14.04.1987                            |
| Рада ЄС просить Єврокомісію оцінити заявку                 | 16.11.2009                      | 7.03.2022                           | 17.05.2004                      | 25.10.2010                      | 7.03.2022                          | 23.04.2009                      | 20.09.2016           | 7.03.2022                           | ще не визначено     | 27.04.1987                     |                      |                     |                                       |
| Єврокомісія передає заявнику опитувальник                  | 16.12.2009                      | 11.04.2022 (ч. 1) 19.04.2022 (ч. 2) | 1.10.2004                       | 24.11.2010                      | 8.04.2022 (ч. 1) 13.04.2022 (ч. 2) | 22.07.2009                      | 9.12.2016            | 11.04.2022 (ч. 1) 19.04.2022 (ч. 2) | ще не визначено     |                                |                      |                     |                                       |
| Заявник передає заповнений опитувальник                    | 11.06.2010                      | 22.04.2022 (ч. 1) 12.05.2022 (ч. 2) | 10.05.2005                      | 22.04.2011                      | 17.04.2022 (ч. 1) 9.05.2022 (ч. 2) | 12.04.2010                      | 28.02.2018           | 2.05.2022 (ч. 1) 10.05.2022 (ч. 2)  | ще не визначено     |                                |                      |                     |                                       |
| Єврокомісія надає свій висновок                            | 2010-2013                       | 17.06.2022                          | 2005–2009                       | 12.10.2011                      | 17.06.2022                         | 9.11.2010                       | 2019–2022            | 17.06.2022                          | ще не визначено     | 1989, 1997—2004                |                      |                     |                                       |
| Статус кандидата                                           |                                 |                                     |                                 |                                 |                                    |                                 |                      |                                     |                     |                                |                      |                     |                                       |
| Єврокомісія рекомендує надати статус кандидата             | 16.10.2013                      | 17.06.2022                          | 9.11.2005                       | 12.10.2011                      | 17.06.2022                         | 9.11.2010                       |                      | 12.10.2022                          | 8.11.2023           |                                | ще не визначено      |                     | 13.10.1999                            |
| Єврорада надає заявнику статус кандидата                   | 27.06.2014                      | 23.06.2022                          | 17.12.2005                      | 1.03.2012                       | 23.06.2022                         | 17.12.2010                      | 15.12.2022           | 14.12.2023                          | ще не визначено     | 12.12.1999                     |                      |                     |                                       |
| Переговори про приєднання                                  |                                 |                                     |                                 |                                 |                                    |                                 |                      |                                     |                     |                                |                      |                     |                                       |
| Єврокомісія рекомендує розпочати переговори про приєднання | 9.11.2016                       | 8.11.2023                           | 14.10.2009                      | 22.04.2013                      | 8.11.2023                          | 12.10.2011                      |                      | ще не визначено                     | ще не визначено     |                                | ще не визначено      |                     | 6.10.2004                             |
| Єврорада вирішує розпочати переговори                      | 24.03.2020                      | 14.12.2023                          | 24.03.2020                      | 28 Jun 2013                     | 14.12.2023                         | 26.06.2012                      | ще не визначено      | ще не визначено                     | ще не визначено     | 16.12.2004                     |                      |                     |                                       |
| Єврорада призначає дату початку переговорів                | 26.06.2018                      | 21.06.2024                          | 18.06.2019                      | 17.12.2013                      | 21.06.2024                         | 26.06.2012                      | ще не визначено      | ще не визначено                     | ще не визначено     | 17.12.2004                     |                      |                     |                                       |
| Початок переговорів                                        | 19.07.2022                      | 25.06.2024                          | 19.07.2022                      | 21.01.2014                      | 25.06.2024                         | 29.06.2012                      | ще не визначено      | ще не визначено                     | ще не визначено     | 3.10.2005                      |                      |                     |                                       |
| Відкриття перших розділів                                  | 15.10.2024                      | ще не визначено                     | ще не визначено                 | 14.12.2015                      | ще не визначено                    | 18.12.2012                      | ще не визначено      | ще не визначено                     | ще не визначено     | 12.06.2006                     |                      |                     |                                       |
| Завершення переговорів                                     | ще не визначено                 | ще не визначено                     | ще не визначено                 | ще не визначено                 | ще не визначено                    | ще не визначено                 | ще не визначено      | ще не визначено                     | ще не визначено     | ще не визначено                |                      |                     |                                       |
| Договір та приєднання                                      |                                 |                                     |                                 |                                 |                                    |                                 |                      |                                     |                     |                                |                      |                     |                                       |
| Підписання договору про приєднання                         | ще не визначено                 | ще не визначено                     | ще не визначено                 | ще не визначено                 | ще не визначено                    | ще не визначено                 |                      | ще не визначено                     | ще не визначено     |                                | ще не визначено      |                     | ще не визначено                       |
| Приєднання до ЄС                                           | ще не визначено                 | ще не визначено                     | ще не визначено                 | ще не визначено                 | ще не визначено                    | ще не визначено                 |                      | ще не визначено                     | ще не визначено     | ще не визначено                | ще не визначено      |                     |                                       |

### Відповідність стандартам

#### Поточна ситуація
Таблиця нижче відображає рівень відповідності країн-заявників стандартам ЄС (acquis communautaire) за 5-бальною шкалою, використовуючи дані звітів Єврокомісії за 2024 рік. Основою є аналіз, виконаний онлайн-медіа «Європейська правда» для України; оцінки інших країн, а також додаткові розділи (реформи публічного управління та економічні критерії) додані на основі офіційних даних звітів Єврокомісії.
| Розділ                                                     | Кандидати, що ведуть переговори         | Кандидати, що ведуть переговори         | Кандидати, що ведуть переговори         | Кандидати, що ведуть переговори         | Кандидати, що ведуть переговори         | Кандидати, що ведуть переговори         |                                         | Кандидати                               | Кандидати                               |                                         | Потенційний кандидат                    |                                         | Кандидат із замороженими переговорами   |
| Розділ                                                     | Албанія                                 | Молдова                                 | Північна Македонія                      | Сербія                                  | Україна                                 | Чорногорія                              | Боснія і Герцеговина                    | Грузія                                  | Косово                                  | Туреччина                               |                                         |                                         |                                         |
| Кластер 1: Засадничі розділи розширення                    | Кластер 1: Засадничі розділи розширення | Кластер 1: Засадничі розділи розширення | Кластер 1: Засадничі розділи розширення | Кластер 1: Засадничі розділи розширення | Кластер 1: Засадничі розділи розширення | Кластер 1: Засадничі розділи розширення | Кластер 1: Засадничі розділи розширення | Кластер 1: Засадничі розділи розширення | Кластер 1: Засадничі розділи розширення | Кластер 1: Засадничі розділи розширення | Кластер 1: Засадничі розділи розширення | Кластер 1: Засадничі розділи розширення | Кластер 1: Засадничі розділи розширення |
| ---------------------------------------------------------- | --------------------------------------- | --------------------------------------- | --------------------------------------- | --------------------------------------- | --------------------------------------- | --------------------------------------- | --------------------------------------- | --------------------------------------- | --------------------------------------- | --------------------------------------- | --------------------------------------- | --------------------------------------- | --------------------------------------- |
| Реформа публічного управління                              | 3                                       | 2                                       | 3                                       | 3                                       | 2                                       | 3                                       |                                         | 1,5                                     | 3                                       |                                         | 2                                       |                                         | 2,5                                     |
| 23. Судочинство та основні права                           | 3                                       | 2                                       | 2,5                                     | 2                                       | 2                                       | 3                                       | 2                                       | 2                                       | 1,5                                     | 1                                       |                                         |                                         |                                         |
| 24. Юстиція, свобода та безпека                            | 3                                       | 2                                       | 3                                       | 2,5                                     | 2                                       | 3,5                                     | 2                                       | 2                                       | 2                                       | 3                                       |                                         |                                         |                                         |
| Функціонування ринкової економіки                          | 4                                       | 1,5                                     | 2                                       | 4                                       | 1,5                                     | 3                                       | 1                                       | 3                                       | 2                                       | 5                                       |                                         |                                         |                                         |
| Здатність конкурувати на ринку ЄС                          | 2                                       | 1,5                                     | 3                                       | 3                                       | 1                                       | 3                                       | 1,5                                     | 2                                       | 1                                       | 4                                       |                                         |                                         |                                         |
| 5. Публічні закупівлі                                      | 3                                       | 2                                       | 3                                       | 3                                       | 2                                       | 3,5                                     | 2                                       | 2                                       | 2,5                                     | 3                                       |                                         |                                         |                                         |
| 18. Статистика                                             | 3                                       | 2                                       | 3,5                                     | 3,5                                     | 2                                       | 3                                       | 1                                       | 2                                       | 2                                       | 3                                       |                                         |                                         |                                         |
| 32. Фінансовий контроль                                    | 3                                       | 1                                       | 3                                       | 3                                       | 1                                       | 3                                       | 2                                       | 2                                       | 2                                       | 4                                       |                                         |                                         |                                         |
| Кластер 2: Внутрішній ринок                                |                                         |                                         |                                         |                                         |                                         |                                         |                                         |                                         |                                         |                                         |                                         |                                         |                                         |
| 1. Вільна торгівля товарами                                | 2,5                                     | 2                                       | 3                                       | 3                                       | 3                                       | 3                                       |                                         | 1                                       | 2                                       |                                         | 2,5                                     |                                         | 4                                       |
| 2. Вільний рух робочої сили                                | 2                                       | 1                                       | 1                                       | 3                                       | 1                                       | 2                                       | 2                                       | 1                                       | 2                                       | 1                                       |                                         |                                         |                                         |
| 3. Надання послуг та відкриття бізнесу                     | 3                                       | 2                                       | 3                                       | 3                                       | 2                                       | 3                                       | 1                                       | 3                                       | 3                                       | 1                                       |                                         |                                         |                                         |
| 4. Вільний рух капіталу                                    | 3                                       | 2,5                                     | 3                                       | 3                                       | 2,5                                     | 3                                       | 3                                       | 3                                       | 3                                       | 3                                       |                                         |                                         |                                         |
| 6. Корпоративне право                                      | 3                                       | 1,5                                     | 4                                       | 4                                       | 2                                       | 4                                       | 2                                       | 2                                       | 2                                       | 5                                       |                                         |                                         |                                         |
| 7. Інтелектуальна власність                                | 3                                       | 2                                       | 3                                       | 4                                       | 2                                       | 4,5                                     | 3                                       | 2                                       | 3                                       | 4                                       |                                         |                                         |                                         |
| 8. Політика щодо конкуренції                               | 2,5                                     | 2                                       | 3                                       | 3                                       | 2                                       | 3                                       | 2                                       | 1,5                                     | 2                                       | 2                                       |                                         |                                         |                                         |
| 9. Фінансові послуги                                       | 3,5                                     | 2                                       | 3                                       | 3                                       | 2                                       | 3                                       | 2,5                                     | 2                                       | 3                                       | 4                                       |                                         |                                         |                                         |
| 28. Захист споживачів та здоров'я                          | 1                                       | 2                                       | 3                                       | 3                                       | 2                                       | 3                                       | 1                                       | 2                                       | 1                                       | 4                                       |                                         |                                         |                                         |
| Кластер 3: Конкуренція та інтенсивне зростання             |                                         |                                         |                                         |                                         |                                         |                                         |                                         |                                         |                                         |                                         |                                         |                                         |                                         |
| 10. Цифрова трансформація та медіа                         | 3,5                                     | 2                                       | 3                                       | 3                                       | 3,5                                     | 4                                       |                                         | 1                                       | 2                                       |                                         | 2                                       |                                         | 2                                       |
| 16. Оподаткування                                          | 3                                       | 2                                       | 3                                       | 3,5                                     | 2                                       | 3                                       | 2                                       | 2,5                                     | 2                                       | 3                                       |                                         |                                         |                                         |
| 17. Економічна та монетарна політика                       | 3,5                                     | 2                                       | 3,5                                     | 3,5                                     | 3                                       | 3                                       | 1                                       | 3                                       | 3                                       | 2                                       |                                         |                                         |                                         |
| 19. Соціальна політика та зайнятість                       | 3                                       | 2                                       | 3                                       | 3                                       | 1                                       | 2                                       | 2                                       | 2                                       | 1,5                                     | 2                                       |                                         |                                         |                                         |
| 20. Підприємництво та виробництво                          | 3,5                                     | 2                                       | 3,5                                     | 3                                       | 2,5                                     | 4                                       | 1                                       | 3                                       | 3                                       | 3                                       |                                         |                                         |                                         |
| 25. Наука та дослідження                                   | 2                                       | 3                                       | 4                                       | 4                                       | 3                                       | 4                                       | 2                                       | 3                                       | 1                                       | 5                                       |                                         |                                         |                                         |
| 26. Освіта та культура                                     | 3                                       | 2,5                                     | 3                                       | 4                                       | 2                                       | 4                                       | 1                                       | 3                                       | 2                                       | 3                                       |                                         |                                         |                                         |
| 29. Митний союз                                            | 3                                       | 3                                       | 4                                       | 4                                       | 4                                       | 3                                       | 2                                       | 3                                       | 3                                       | 4                                       |                                         |                                         |                                         |
| Кластер 4: Зелений порядок денний і стале сполучення       |                                         |                                         |                                         |                                         |                                         |                                         |                                         |                                         |                                         |                                         |                                         |                                         |                                         |
| 14. Транспортна політика                                   | 2                                       | 2                                       | 3                                       | 4                                       | 2                                       | 3,5                                     |                                         | 2                                       | 2                                       |                                         | 1                                       |                                         | 3                                       |
| 15. Енергетика                                             | 3,5                                     | 3                                       | 3                                       | 3                                       | 4                                       | 4                                       | 1                                       | 2                                       | 2                                       | 3                                       |                                         |                                         |                                         |
| 21. Транс'європейські мережі                               | 2                                       | 2                                       | 4                                       | 3,5                                     | 2                                       | 3,5                                     | 2                                       | 2                                       | 2                                       | 5                                       |                                         |                                         |                                         |
| 27. Довкілля та зміни клімату                              | 2                                       | 1,5                                     | 2                                       | 2                                       | 2                                       | 2                                       | 1,5                                     | 1                                       | 1                                       | 2                                       |                                         |                                         |                                         |
| Кластер 5: Ресурси, сільське господарство та згуртованість |                                         |                                         |                                         |                                         |                                         |                                         |                                         |                                         |                                         |                                         |                                         |                                         |                                         |
| 11. Аграрна галузь і сільський розвиток                    | 2                                       | 1                                       | 3                                       | 2                                       | 1                                       | 3                                       |                                         | 1                                       | 1                                       |                                         | 2                                       |                                         | 2                                       |
| 12. Харчова безпека, ветеринарія та фітосанітарія          | 2                                       | 2                                       | 4                                       | 3                                       | 3                                       | 3                                       | 2                                       | 2                                       | 2,5                                     | 2                                       |                                         |                                         |                                         |
| 13. Рибальство                                             | 3                                       | 1                                       | 3                                       | 3                                       | 2                                       | 2                                       | 1                                       | 2                                       | 1                                       | 3                                       |                                         |                                         |                                         |
| 22. Регіональна політика та структурні інструменти         | 3                                       | 2                                       | 3                                       | 3                                       | 2                                       | 3                                       | 1                                       | 1,5                                     | 1                                       | 3                                       |                                         |                                         |                                         |
| 33. Фінансові та бюджетні положення                        | 2                                       | 1                                       | 1                                       | 2                                       | 1                                       | 2                                       | 1                                       | 1                                       | —                                       | 2                                       |                                         |                                         |                                         |
| Кластер 6: Міжнародні відносини                            |                                         |                                         |                                         |                                         |                                         |                                         |                                         |                                         |                                         |                                         |                                         |                                         |                                         |
| 30. Зовнішні відносини                                     | 4                                       | 3                                       | 4                                       | 3                                       | 4                                       | 4                                       |                                         | 2                                       | 3                                       |                                         | 1                                       |                                         | 3                                       |
| 31. Міжнародна та безпекова політика                       | 4                                       | 3,5                                     | 4                                       | 3                                       | 4                                       | 4                                       | 2                                       | 3                                       | —                                       | 2                                       |                                         |                                         |                                         |
| Середній рівень                                            | 2,82                                    | 1,99                                    | 3,06                                    | 3,13                                    | 2,22                                    | 3,18                                    | 1,64                                    | 2,18                                    | 1,99                                    | 2,99                                    |                                         |                                         |                                         |

Умовні позначення:

 5  Просунутий рівень

 4,5  Добра відповідність / просунутий рівень

 4  Добра відповідність

 3,5  Помірна / добра відповідність

 3  Помірна відповідність

 2,5  Деяка / помірна відповідність

 2  Деяка відповідність

 1,5  Початковий рівень / деяка відповідність

 1  Початковий рівень

#### Прогрес за останній рік
Таблиця нижче відображає прогрес країн-заявників за 4-бальною шкалою, використовуючи дані звітів Єврокомісії за 2024 рік. Основою є аналіз, виконаний онлайн-медіа «Європейська правда» для України; оцінки інших країн, а також додаткові розділи (реформи публічного управління та економічні критерії) додані на основі офіційних даних звітів Єврокомісії.
| Розділ                                                     | Кандидати, що ведуть переговори         | Кандидати, що ведуть переговори         | Кандидати, що ведуть переговори         | Кандидати, що ведуть переговори         | Кандидати, що ведуть переговори         | Кандидати, що ведуть переговори         |                                         | Кандидати                               | Кандидати                               |                                         | Потенційний кандидат                    |                                         | Кандидат із замороженими переговорами   |
| Розділ                                                     | Албанія                                 | Молдова                                 | Північна Македонія                      | Сербія                                  | Україна                                 | Чорногорія                              | Боснія і Герцеговина                    | Грузія                                  | Косово                                  | Туреччина                               |                                         |                                         |                                         |
| Кластер 1: Засадничі розділи розширення                    | Кластер 1: Засадничі розділи розширення | Кластер 1: Засадничі розділи розширення | Кластер 1: Засадничі розділи розширення | Кластер 1: Засадничі розділи розширення | Кластер 1: Засадничі розділи розширення | Кластер 1: Засадничі розділи розширення | Кластер 1: Засадничі розділи розширення | Кластер 1: Засадничі розділи розширення | Кластер 1: Засадничі розділи розширення | Кластер 1: Засадничі розділи розширення | Кластер 1: Засадничі розділи розширення | Кластер 1: Засадничі розділи розширення | Кластер 1: Засадничі розділи розширення |
| ---------------------------------------------------------- | --------------------------------------- | --------------------------------------- | --------------------------------------- | --------------------------------------- | --------------------------------------- | --------------------------------------- | --------------------------------------- | --------------------------------------- | --------------------------------------- | --------------------------------------- | --------------------------------------- | --------------------------------------- | --------------------------------------- |
| Реформа публічного управління                              | 1                                       | 2                                       | 1                                       | 0                                       | 2                                       | 1                                       |                                         | 2                                       | 1                                       |                                         | 1                                       |                                         | 0                                       |
| 23. Судочинство та основні права                           | 2                                       | 2                                       | 1                                       | 1                                       | 2                                       | 3                                       | 1                                       | -4                                      | 1                                       | 0                                       |                                         |                                         |                                         |
| 24. Юстиція, свобода та безпека                            | 2                                       | 2                                       | 2                                       | 2                                       | 2                                       | 3                                       | 2                                       | 1                                       | 2                                       | 2                                       |                                         |                                         |                                         |
| Функціонування ринкової економіки                          | 2                                       | 2                                       | 3                                       | 2                                       | 2                                       | 2                                       | 1                                       | 1                                       | 3                                       | 2                                       |                                         |                                         |                                         |
| Здатність конкурувати на ринку ЄС                          | 2                                       | 1                                       | 2                                       | 2                                       | 1                                       | 1                                       | 1                                       | 2                                       | 1                                       | 1                                       |                                         |                                         |                                         |
| 5. Публічні закупівлі                                      | 1                                       | 2                                       | 1                                       | 1                                       | 1                                       | 2                                       | 2                                       | 2                                       | 1                                       | 0                                       |                                         |                                         |                                         |
| 18. Статистика                                             | 2                                       | 3                                       | 2                                       | 3                                       | 2                                       | 2                                       | 1                                       | 1                                       | 2                                       | 2                                       |                                         |                                         |                                         |
| 32. Фінансовий контроль                                    | 1                                       | 2                                       | 1                                       | 0                                       | 1                                       | 1                                       | 2                                       | 0                                       | 1                                       | 0                                       |                                         |                                         |                                         |
| Кластер 2: Внутрішній ринок                                |                                         |                                         |                                         |                                         |                                         |                                         |                                         |                                         |                                         |                                         |                                         |                                         |                                         |
| 1. Вільна торгівля товарами                                | 2                                       | 1                                       | 0                                       | 1                                       | 2                                       | 2                                       |                                         | 0                                       | 0                                       |                                         | 1                                       |                                         | 2                                       |
| 2. Вільний рух робочої сили                                | 2                                       | 1                                       | 0                                       | 1                                       | 0                                       | 1                                       | 0                                       | 0                                       | 1                                       | 0                                       |                                         |                                         |                                         |
| 3. Надання послуг та відкриття бізнесу                     | 0                                       | 1                                       | 1                                       | 0                                       | 1                                       | 1                                       | 0                                       | 0                                       | 1                                       | 0                                       |                                         |                                         |                                         |
| 4. Вільний рух капіталу                                    | 2                                       | 2                                       | 1                                       | 1                                       | 2                                       | 2                                       | 1                                       | 1                                       | 1                                       | 2                                       |                                         |                                         |                                         |
| 6. Корпоративне право                                      | 0                                       | 1                                       | 0                                       | 0                                       | 2                                       | 0                                       | 0                                       | 1                                       | 0                                       | 2                                       |                                         |                                         |                                         |
| 7. Інтелектуальна власність                                | 2                                       | 2                                       | 0                                       | 1                                       | 1                                       | 4                                       | 0                                       | 1                                       | 2                                       | 0                                       |                                         |                                         |                                         |
| 8. Політика щодо конкуренції                               | 1                                       | 1                                       | 0                                       | 0                                       | 1                                       | 0                                       | 0                                       | 2                                       | 1                                       | 0                                       |                                         |                                         |                                         |
| 9. Фінансові послуги                                       | 2                                       | 2                                       | 2                                       | 1                                       | 2                                       | 1                                       | 0                                       | 1                                       | 2                                       | 2                                       |                                         |                                         |                                         |
| 28. Захист споживачів та здоров'я                          | 1                                       | 2                                       | 1                                       | 1                                       | 2                                       | 2                                       | 0                                       | 2                                       | 1                                       | 1                                       |                                         |                                         |                                         |
| Кластер 3: Конкуренція та інтенсивне зростання             |                                         |                                         |                                         |                                         |                                         |                                         |                                         |                                         |                                         |                                         |                                         |                                         |                                         |
| 10. Цифрова трансформація та медіа                         | 2                                       | 2                                       | 1                                       | 1                                       | 2                                       | 4                                       |                                         | 0                                       | 1                                       |                                         | 1                                       |                                         | 1                                       |
| 16. Оподаткування                                          | 1                                       | 3                                       | 1                                       | 1                                       | 3                                       | 1                                       | 0                                       | 1                                       | 2                                       | 0                                       |                                         |                                         |                                         |
| 17. Економічна та монетарна політика                       | 2                                       | 1                                       | 2                                       | 2                                       | 3                                       | 2                                       | 1                                       | 1                                       | 2                                       | 3                                       |                                         |                                         |                                         |
| 19. Соціальна політика та зайнятість                       | 2                                       | 2                                       | 2                                       | 1                                       | 1                                       | 2                                       | 1                                       | 1                                       | 3                                       | 0                                       |                                         |                                         |                                         |
| 20. Підприємництво та виробництво                          | 2                                       | 2                                       | 2                                       | 2                                       | 3                                       | 3                                       | 1                                       | 1                                       | 2                                       | 2                                       |                                         |                                         |                                         |
| 25. Наука та дослідження                                   | 2                                       | 2                                       | 2                                       | 2                                       | 2                                       | 3                                       | 0                                       | 2                                       | 1                                       | 2                                       |                                         |                                         |                                         |
| 26. Освіта та культура                                     | 2                                       | 3                                       | 1                                       | 1                                       | 2                                       | 2                                       | 0                                       | 1                                       | 1                                       | 1                                       |                                         |                                         |                                         |
| 29. Митний союз                                            | 1                                       | 3                                       | 1                                       | 2                                       | 3                                       | 2                                       | 0                                       | 2                                       | 3                                       | 2                                       |                                         |                                         |                                         |
| Кластер 4: Зелений порядок денний і стале сполучення       |                                         |                                         |                                         |                                         |                                         |                                         |                                         |                                         |                                         |                                         |                                         |                                         |                                         |
| 14. Транспортна політика                                   | 1                                       | 2                                       | 2                                       | 1                                       | 1                                       | 1                                       |                                         | 0                                       | 2                                       |                                         | 2                                       |                                         | 2                                       |
| 15. Енергетика                                             | 3                                       | 3                                       | 2                                       | 1                                       | 1                                       | 1                                       | 0                                       | 2                                       | 2                                       | 1                                       |                                         |                                         |                                         |
| 21. Транс'європейські мережі                               | 2                                       | 2                                       | 1                                       | 2                                       | 2                                       | 0                                       | 1                                       | 2                                       | 1                                       | 1                                       |                                         |                                         |                                         |
| 27. Довкілля та зміни клімату                              | 1                                       | 3                                       | 1                                       | 3                                       | 2                                       | 2                                       | 1                                       | 2                                       | 1                                       | 1                                       |                                         |                                         |                                         |
| Кластер 5: Ресурси, сільське господарство та згуртованість |                                         |                                         |                                         |                                         |                                         |                                         |                                         |                                         |                                         |                                         |                                         |                                         |                                         |
| 11. Аграрна галузь і сільський розвиток                    | 1                                       | 2                                       | 3                                       | 1                                       | 2                                       | 3                                       |                                         | 1                                       | 2                                       |                                         | 2                                       |                                         | 1                                       |
| 12. Харчова безпека, ветеринарія та фітосанітарія          | 0                                       | 2                                       | 2                                       | 0                                       | 2                                       | 2                                       | 0                                       | 2                                       | 3                                       | 0                                       |                                         |                                         |                                         |
| 13. Рибальство                                             | 2                                       | 0                                       | 3                                       | 0                                       | 3                                       | 2                                       | 0                                       | 1                                       | 0                                       | 2                                       |                                         |                                         |                                         |
| 22. Регіональна політика та структурні інструменти         | 2                                       | 2                                       | 1                                       | 2                                       | 1                                       | 2                                       | 0                                       | 2                                       | 2                                       | 2                                       |                                         |                                         |                                         |
| 33. Фінансові та бюджетні положення                        | 1                                       | 0                                       | 1                                       | 0                                       | 1                                       | 1                                       | 0                                       | 0                                       | —                                       | 0                                       |                                         |                                         |                                         |
| Кластер 6: Міжнародні відносини                            |                                         |                                         |                                         |                                         |                                         |                                         |                                         |                                         |                                         |                                         |                                         |                                         |                                         |
| 30. Зовнішні відносини                                     | 1                                       | 2                                       | 1                                       | 0                                       | 1                                       | 2                                       |                                         | 0                                       | 1                                       |                                         | 1                                       |                                         | 2                                       |
| 31. Міжнародна та безпекова політика                       | 3                                       | 3                                       | 3                                       | 0                                       | 3                                       | 3                                       | 3                                       | 0                                       | —                                       | 0                                       |                                         |                                         |                                         |
| Середній прогрес                                           | 1,56                                    | 1,89                                    | 1,39                                    | 1,08                                    | 1,78                                    | 1,83                                    | 0,61                                    | 1,06                                    | 1,50                                    | 1,08                                    |                                         |                                         |                                         |

Умовні позначення:

 4  Дуже добрий прогрес

 3  Добрий прогрес

 2,5  Певний / добрий прогрес

 2  Певний прогрес

 1  Обмежений прогрес

 0  Без прогресу

 -4  Відкат

## Держави, які не стоять на порядку денному
У Маастрихтському договорі (стаття 49) зазначено, що будь-яка європейська країна (за визначенням оцінки Європейської Ради), яка прихильна демократії, може подати заявку на членство в Європейському Союзі. Окрім європейських держав, інші країни також спекулювали або пропонувались стати майбутніми членами ЄС.
Держави Західної Європи, які з різних причин вирішили не стати повноправними членами ЄС, інтегрувались з ним у різній мірі відповідно до своїх обставин. Ісландія, Норвегія та Ліхтенштейн беруть безпосередню участь в єдиному ринку через Європейський економічний простір, Швейцарія робить це за двосторонніми договорами, а інші європейські мікродержави (Андорра, Монако, Сан-Марино, Ватикан) мають конкретні угоди з ЄС та сусідніми країнами, включаючи використання євро як своєї валюти. Більшість із цих країн також є частиною Шенгенської зони. Хоча ця інтеграція задумана як замінник повноправного членства, у ряді цих країн тривають дискусії щодо того, чи слід їм приєднуватися як повноправні члени. Усі троє (Норвегія, Ісландія та Швейцарія) вже раніше подавали заявки на вступ до ЄС, які були вилучені або заморожені іншим способом. Такі заявки можуть бути подані повторно у разі зміни політичного ландшафту.
Грузія, Молдова та Україна ратифікували Угоду про асоціацію з ЄС, а Європарламент у 2014 році прийняв резолюцію, в якій зазначено, що «відповідно до статті 49 Договору про Європейський Союз Грузія, Молдова та Україна, а також будь-яка інша європейська країна, мають європейську перспективу та можуть подати заявку на членство в ЄС з дотриманням принципів демократії, поваги основних свобод та прав людини, прав меншин та забезпечення верховенства прав». Вони також увійшли в глибоку та всеосяжну зону вільної торгівлі з ЄС, яка створює "основу для модернізації […] торгових відносин та економічного розвитку шляхом відкриття ринків шляхом поступового скасування митних тарифів та квот, а також шляхом широкого гармонізації законів, норм і правил у різних галузях, пов'язаних з торгівлею, створення умов для узгодження ключових галузей "їхньої економіки зі стандартами ЄС. Однак ЄС не поширився далі на пострадянський простір у 2010-х.
| Білорусь                                    | Білорусь | Білорусь                                            |
| ------------------------------------------- | --- | --------------------------------------------------- |
|                                             | Основна стаття: | Відносини Білорусь — Європейський Союз              |
| Відносини:                                  | |                                                     |
| Основні перешкоди:                          | Авторитарне правління Лукашенка, політичний вплив Росії. |                                                     |
| Прихильники:                                | Білоруська християнська демократія, Партія БНФ, Об'єднані демократичні сили Білорусі, Білоруська ліберальна партія свободи та прогресу, Об'єднана громадянська партія Білорусі |                                                     |
| Опоненти:                                   | Російський уряд, Олександр Лукашенко |                                                     |
| Громадська думка:                           | 42.1 % за (2013) |                                                     |
| Вірменія                                    | |                                                     |
|                                             | Основна стаття: | Відносини Вірменія — Європейський Союз              |
| Відносини:                                  | Угода про всебічне та розширене партнерство між Вірменією та ЄС |                                                     |
| Основні перешкоди:                          | Членство у Євразійському економічному союзі, безпекова залежність від Росії |                                                     |
| Прихильники:                                | Яскрава Вірменія, Європейська партія Вірменії, Вільні демократи, В ім'я республіки, Спадщина, Верховенство права, Народна партія Вірменії, Союз національного самовизначення |                                                     |
| Опоненти:                                   | Російський уряд, Нікол Пашинян, процвітаюча Вірменія |                                                     |
| Громадська думка:                           | 40 % за, 11 % проти (2020) |                                                     |
| Ісландія                                    | |                                                     |
|                                             | Основна стаття: | Відносини Ісландія — Європейський Союз              |
| Відносини:                                  | Член Європейського економічного простору та Шенгенської зони, заморожена заявка на членство |                                                     |
| Основні перешкоди:                          | Спільна рибальська політика та інші |                                                     |
| Прихильники:                                | Соціал-демократичний союз, Партія реформ, Світле майбутнє |                                                     |
| Опоненти:                                   | Партія незалежности, Ліво-зелений рух, Прогресивна партія |                                                     |
| Громадська думка:                           | 47 % за, 33 % проти (опитування 2022 року). |                                                     |
| Норвегія                                    | |                                                     |
|                                             | Основна стаття: | Відносини Норвегія — Європейський Союз              |
| Відносини:                                  | Член Європейського економічного простору та Шенгенської зони, заморожена заявка, але не відкликана. |                                                     |
| Основні перешкоди:                          | Спільна рибальська політика та інші, громадська думка |                                                     |
| Прихильники:                                | Консервативна партія, лейбористська партія |                                                     |
| Опоненти:                                   | Партія прогресу, партія Центр |                                                     |
| Громадська думка:                           | 26 % за, 53 % проти (опитування 2022 року). |                                                     |
| Росія                                       | |                                                     |
|                                             | Основна стаття: | Відносини Росія — Європейський Союз                 |
| Відносини:                                  | |                                                     |
| Основні перешкоди:                          | Авторитарне правління Путіна, євроскептичний уряд та війни з Грузією та Україною. |                                                     |
| Прихильники:                                | Яблоко, Партія народної свободи, Росія майбутнього, Демократична партія Росії |                                                     |
| Опоненти:                                   | Володимир Путін, Єдина Росія, Комуністична партія Російської Федерації |                                                     |
| Громадська думка:                           | |                                                     |
| Сан-Марино                                  | |                                                     |
|                                             | Основна стаття: | Відносини Сан-Марино — Європейський Союз            |
| Відносини:                                  | Двосторонні договори, відкритий кордон, митний союз та прийняття євро |                                                     |
| Основні перешкоди:                          | Малі розміри. |                                                     |
| Прихильники:                                | Об'єднані ліві, Союз за республіку, Громадянська 10, Партія соціалістів і демократів, Соціалістична партія, За Сан-Марино |                                                     |
| Опоненти:                                   | Християнсько-демократична партія Саммарінезі, Саммарінейський рух за соціальні права |                                                     |
| Громадська думка:                           | Референдум у 2013 р. щодо подання заявки на членство в ЄС спричинив схвалення 50,3 %, але він провалився через недостатню явку. |                                                     |
| Сполучене Королівство (включаючи Ґібралтар) | |                                                     |
|                                             | Основна стаття: | Відносини Сполучене Королівство — Європейський Союз |
| Відносини:                                  | Угода про вихід, Угода про торгівлю та співробітництво між ЄС та Великою Британією, минулі історичні відносини |                                                     |
| Основні перешкоди:                          | Недавній вихід, громадська думка, урядова політика |                                                     |
| Прихильники:                                | Ліберальні демократи, Партія зелених (Англія та Уельс, Шотландія, Північна Ірландія) SNP, Sinn Féin, SDLP, Alliance NI, Plaid Cymru, Партія рівності жінок, Alliance EPP: Європейська народна партія Великої Британії, Ліва єдність, Партія оновлення, Volt UK |                                                     |
| Опоненти:                                   | Консервативна партія, Партія Brexit, Демократична юніоністична партія, UKIP, Ліберальна партія, Християнський альянс народів, СДП, Англійські демократи, Лібертарійська партія (Велика Британія), Демократи та ветерани, Aontú, Традиційний уніоністський голос, Gwlad Gwlad, Шотландський демократичний альянс, Шотландська лібертаріанська партія, TUSC, Соціалістична партія праці, Робітничо-революційна партія, БНП |                                                     |
| Громадська думка:                           | |                                                     |
| Швейцарія                                   | |                                                     |
|                                             | Основна стаття: | Відносини Швейцарія — Європейський Союз             |
| Відносини:                                  | Двосторонні договори, що дозволяють брати участь у Єдиному європейському ринку, член Шенгенської зони, відкликали заявку на членство |                                                     |
| Основні перешкоди:                          | Громадська думка Швейцарії та пряма демократія. |                                                     |
| Прихильники:                                | Партія зелених, Соціал-демократична партія, Зелена ліберальна партія, Християнсько-демократична народна партія |                                                     |
| Опоненти:                                   | Швейцарська народна партія, СВП. Ліберали, кампанія за незалежну та нейтральну Швейцарію |                                                     |
| Громадська думка:                           | Швейцарський референдум щодо відновлення переговорів про членство в ЄС у 2001 р. зазнав поразки на 76,8 %. |                                                     |

- Азербайджан і Казахстан є трансконтинентальними державами. Ці країни не входять до порядку денного ЄС, щоб бути членами.
- Кабо-Верде та Ізраїль є неєвропейськими країнами, що мають тісні історичні та політичні стосунки з ЄС.
- Австралія та Канада є неєвропейськими країнами, однак з цінностями, культурою, торгівлею та політикою, тісно пов'язаними з європейськими. Через це було запропоновано членство обох країн.

## Внутрішнє розширення
Внутрішнє розширення — це процес нових держав-членів, що виникає в результаті розпаду чи відокремлення існуючої держави-члена. У рамках держав-членів існувала і існує низка активних сепаратистських рухів (наприклад, у Каталонії та Фландрії), але не існує чітких домовленостей, договорів чи прецедентів, що охоплюють сценарій розпаду існуючої держави-члена ЄС на дві або більше держав, які обидві хочуть залишатись членами ЄС. Питання полягає в тому, чи одна держава є правонаступницею, а друга — новим заявником, або, як альтернатива, обидві — це нові держави, які повинні бути прийняті до ЄС.
У деяких випадках регіон бажає залишити свою державу та ЄС, а саме ті регіони, які бажають приєднатися до Швейцарії. Але більшість, а саме два рухи, які провели референдуми протягом 2010-х років, Шотландія та Каталонія, бачать своє майбутнє незалежними державами в рамках ЄС. Це призводить до великого інтересу до того, чи зможуть вони, ставши незалежними, зберегти членство в ЄС, або навпаки, їм доведеться подавати повторну заявку. В такому випадку, оскільки нові члени повинні бути затверджені одноголосно, будь-яка інша держава, яка зацікавлена в блокуванні їх членства, щоб стримувати подібні рухи за незалежність, може це зробити. Крім того, незрозуміло, чи збереже держава-правонаступник якісь відмови, на які батьківська держава мала право.
Думки щодо членства
- Єврокомісія
  - Жан-Клод Юнкер, президент Європейської комісії: «Якщо б проголосували» за "на користь незалежності Каталонії, тоді ми поважатимемо цю думку. Але Каталонія не зможе стати членом ЄС на наступний день після такого голосування ".[87] Це було повторено в жовтні в офіційному прес-релізі: "Ми […] повторюємо правову позицію цієї Комісії, а також її попередників. Якби референдум був організований відповідно до іспанської Конституції, це означало б, що територія, яка залишається, опиниться поза межами Європейського Союзу ".[88]
  - Жозе Мануель Баррозу, президент Європейської комісії (2004—2014), заявив у 2012 р. В контексті референдуму 2014 р. Про незалежність у Шотландії, що будь-яка нова незалежна країна повинна буде подати заявку на членство та обговорити свої умови, але що решта первісної країни не доведеться повторно обговорювати свою позицію і продовжуватиме членство.[89][90] У 2014 році він сказав, що незалежній Шотландії було б дуже важко вступити до ЄС, «якщо не неможливо», через труднощі отримати схвалення всіх держав-членів, особливо Іспанії, яка побоюється можливого відокремлення Каталонії та заблокував вступ Косово до ЄС.[91]
  - Хоакін Альмунія (іспанець, який на той час був комісаром ЄС) у 2013 році заявив, що Каталонія повинна буде подати заявку на членство в ЄС у разі відокремлення від Іспанії.[92]
- Уряд Іспанії
  - Іспанський прем'єр-міністр Маріано Рахой заявив у листопаді 2013 року, що для вступу незалежної Шотландії до ЄС потрібна згода всіх існуючих членів, а незалежна Шотландія чи інші регіони, які здобули незалежність, як посилання на Каталонію, опиняться поза межами ЄС.[93][94]
  - Міністр закордонних справ Іспанії Хосе Гарсія-Маргалло, заявивши в лютому 2012 року, що Іспанія не накладе вето на вступ Шотландії до ЄС, за умови, якщо шотландська незалежність буде узгоджена з Великою Британією (таким чином, вона відрізняється від незалежності Каталонії).[95]

### Шотландія
Референдум про незалежність Шотландії 2014 року був першим випадком, коли ЄС зіткнувся з потенційним розпадом держави-члена, коли нова незалежна держава бажала зберегти своє членство в ЄС. Хоча вихід Великої Британії з ЄС також вивів Шотландію з ЄС, дебати в рамках кампанії з референдуму можуть спричинити інші сценарії майбутнього.
Юридична порада уряду Великої Британії з цього питання полягала в тому, що «оскільки [решта Великої Британії] буде такою ж державою, як Велика Британія, членство в ЄС продовжиться», припускаючи, що «на перший погляд Шотландія повинна буде приєднатися до ЄС як нова держава, що вимагатиме переговорів щодо умов свого членства …», але що "позиція Шотландії в ЄС, швидше за все, бути сформованими більше за рахунок будь-яких домовленостей між сторонами, аніж існуючих раніше принципів права ЄС.' Не маючи жодного офіційного процесу з розгляду будь-якої держави-члена, Європейська Комісія запропонувала, на запит держави-члена, надати офіційний погляд на позицію ЄС щодо членства Шотландії в ЄС у разі незалежності від Великої Британії. Уряд Шотландії просив прем'єр-міністра Великої Британії Девіда Кемерона подати це прохання, але такого прохання не надходило. Нікола Стерджен, тодішній заступник першого міністра Шотландії, заявила, що шотландський Кабмін не погоджується, що незалежна Шотландія повинна буде подавати заявку на вступ до ЄС.
Кампанії референдуму мали різні погляди:
- Так, Шотландія: Кампанія «Так», очолювана Блером Дженкінсом, стверджувала, що Шотландія продовжить свою діяльність як країна-член після голосування «так», оскільки Шотландія залишатиметься відповідною всім Принципам ЄС, як зазначено у статті 2 ДЄС, і немає положень, що виключають держави в існуючих угодах ЄС.[98] Протягом періоду між голосуванням «Так» та офіційною незалежністю уряд Шотландії міг брати участь у переговорах з боку ЄС щодо умов їх подальшого членства в ЄС. Кілька глав держав ЄС висловили думку, що така позиція є обґрунтованою, як і Джеймс Кроуфорд, співавтор юридичних консультацій уряду Великої Британії з цього питання.[99] В інтерв'ю Радіо Бі-Бі-Сі на запитання, чи можливий часовий проміжок часу для ЄС та інших договірних організацій, Кроуфорд відповів, що, на його думку, такий розклад є розумним.[100] Однак офіційного коментаря з цього приводу з боку Комісії ЄС не було. Уряд Шотландії та кампанія «Так» заявили, що продовження членства в ЄС є їхньою перевагою.
- Краще разом: Кампанія «Ні», очолювана Алістером Дарлінгом, стверджувала, що будь-яке голосування за незалежність автоматично вивело б Шотландію з ЄС як нову державу, і Шотландії довелося б провести переговори про вступ.[101]

### Каталонія
1 жовтня 2017 року уряд Каталонії провів референдум про незалежність, який Конституційний суд Іспанії визнав незаконним, а потенційні виборчі дільниці були відгороджені спецназом. Подальші події становили політичну кризу для Каталонії. Позиція ЄС полягає в тому, щоб тримати дистанцію від кризи, підтримуючи територіальну цілісність та конституцію Іспанії. Хоча дебати навколо референдуму в Шотландії можуть спричинити каталонську кризу, Каталонія перебуває у відмінній від Шотландії ситуації, коли центральний уряд не визнає законності будь-якої декларації про незалежність Каталонії. Якщо Іспанія не визнає незалежність каталонської держави, Каталонія не може окремо вступити до ЄС, і вона все ще визнана частиною членства Іспанії в ЄС.

### Фландрія
Існує активний рух до фламандської незалежності (сценарії іноді включають і іноді виключають Брюссель), або союз з Нідерландами, з майбутнім статусом Валлонії та Брюсселя (фактичної столиці ЄС) неясними як життєздатні політичні держави, можливо, створюючи унікальна ситуація з Шотландії та Каталонії. Існують різні пропозиції щодо того, що має статися з містом, починаючи від перебування в складі бельгійської штаб-квартири, до приєднання до гіпотетичної фламандської держави і до того, щоб стати окремим політичним утворенням.

## Розширення держав-членів

### Кіпр

Область, вказана помаранчевим кольором, під контролем Північного Кіпру

Офіційно острівна держава Кіпр є частиною Європейського Союзу під суверенітетом де-юре Республіки Кіпр. Турецькі кіпріоти є громадянами Республіки Кіпр і, отже, Європейського Союзу, і вони мали право голосувати на виборах до Європарламенту 2004 року (хоча зареєстровано лише кілька сотень). Комітет ЄС з ЄС призупинено на невизначений час на північній третині острова, яка залишається поза контролем Республіки Кіпр з часу вторгнення Туреччини в 1974 р. Грецько-кіпрська громада відхилила план Аннана щодо врегулювання кіпрського спору на референдумі 24 квітня 2004 р. Якби референдум був на користь пропозиції про врегулювання, острів (за винятком британських суверенних базових територій) приєднався б до Європейського Союзу як Об'єднана Республіка Кіпр. Відносинами Європейського Союзу з турецьким кіпрським співтовариством займається Генеральний директорат Європейської Комісії з питань розширення.

### Ірландія
Європейська рада визнала, що після виходу Великої Британії з ЄС, якщо Північна Ірландія буде включена до складу Республіки Ірландія для утворення об'єднаної Ірландії, вона автоматично приєднається до ЄС за членством Ірландії. Це узгоджується з включенням Східної Німеччини до Федеративної Республіки Німеччина як єдиної держави-члена Європейських Співтовариств. Також пропонується, щоб незалежна Шотландія могла автоматично приєднатися до ЄС, створивши союз з Республікою Ірландія.

### Румунія
Подібний сценарій передбачався з об'єднанням Румунії та Молдови, котра могла б включити нинішню територію Молдови до складу Румунії і, отже, до ЄС.

## Спеціальні території держав-членів

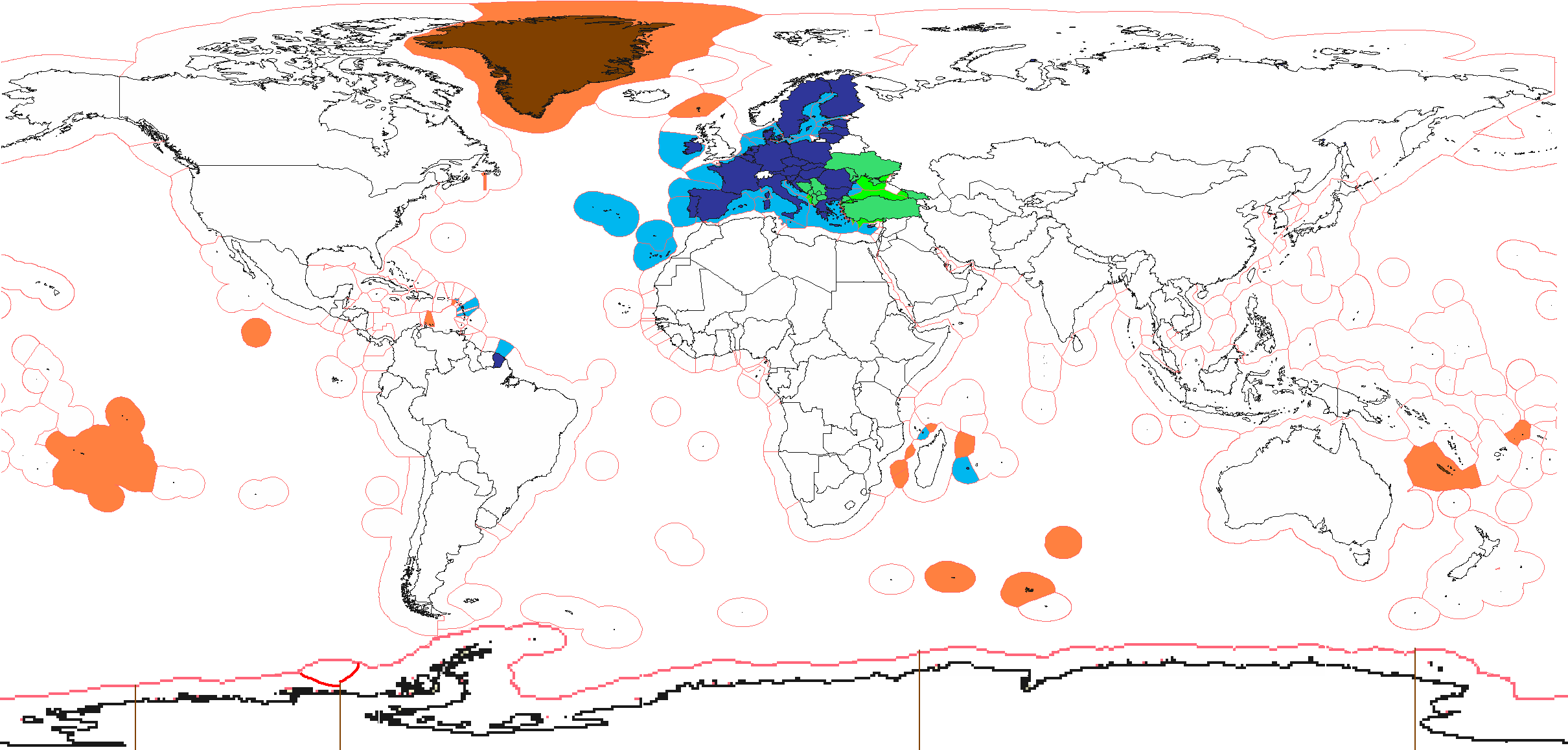
Держави-члени Європейського Союзу
Поточна програма розширення
Спеціальні території країн-членів поза межами ЄС
Ексклюзивна економічна зона спеціальних територій-членів поза межами ЄС

Існує безліч спеціальних територій-членів, деякі з них не повністю охоплені договорами ЄС і застосовують законодавство ЄС лише частково, якщо взагалі застосовують. Залежність може змінити свій статус щодо ЄС або деяких конкретних положень договору чи закону. Територія може змінити свій статус від участі до виїзду або від перебування за межами до приєднання.

### Данські самоврядні території
Фарерські острови, самоврядна держава у складі Королівства Данія, не є частиною ЄС, як це прямо стверджується в обох Римських договорах. Відносини з ЄС регулюються Угодою про рибальство (1977) та Угодою про вільну торгівлю (1991, переглянута 1998). Основною причиною залишатися за межами ЄС є розбіжності щодо Спільної рибної політики, яка спричиняє неблагополуччя країнам, що мають великі рибні ресурси. Крім того, кожен член повинен платити за Спільну сільськогосподарську політику, яка сприяє країнам, які мають багато сільського господарства, чого Фарерські острови не роблять. Коли Ісландія брала участь у переговорах про членство близько 2010 року, існувала надія на кращі умови для багатих рибою країн, але це ні до чого не призвело. Спільна рибальська політика була запроваджена в 1970 році саме з тієї причини, щоб отримати перші члени ЄС у води країн-кандидатів, Великої Британії, Ірландії та Данії з Фарерськими островами.
Тим не менше, є політики, головним чином у правій Союзній партії (Самбандсфлоккурін), очолюваній їх головою Кажем Лео Йоханнесеном, які хотіли б бачити Фарерські острови членами ЄС. Однак голова лівої республіки (Тьорвелді) Хогні Хойдал висловив занепокоєння тим, що якщо Фарери приєднаються до ЄС як є, вони можуть зникнути всередині ЄС, порівнявши це із ситуацією на Шетландських островах та Аландських островах сьогодні, і хоче, щоб місцева влада спочатку вирішила політичну ситуацію між Фарерськими островами та Данією.
Гренландія, самоврядна громада, яка входить до складу Королівства Данія, увійшла до ЄС разом з Данією в 1973 році, оскільки на той час вона не була автономною. Після встановлення внутрішнього правління Гренландії в 1979 р. (діяло з 1980 р.), було проведено другий референдум щодо членства. Результатом було (головним чином через Спільну рибну політику)рішення про вихід, тому 1 лютого 1985 року Гренландія вийшла з ЄЕС та ЄВРАТОМ. Її статус було змінено на статус заморської країни. Громадяни Данії, які проживають у Гренландії (тобто все корінне населення), тим не менше є повністю європейськими громадянами; однак вони не мають права голосувати на європейських виборах.
Були певні припущення щодо того, чи може Гренландія розглянути можливість приєднання до Європейського Союзу. 4 січня 2007 р. данська щоденна газета «Jyllands-Posten» цитувала слова колишнього данського міністра Гренландії Тома Хойема: "Я не здивуюся, якщо Гренландія знову стане членом ЄС … ЄС потребує Арктичного вікна, а Гренландія не може одноосібно управляти гігантськими арктичними можливостями ". Гренландія має багато природних ресурсів, і Гренландія, особливо під час товарного буму 2000-х років, уклала контракти з приватними компаніями, щоб використати деякі з них, але вартість вважається занадто високою, оскільки Гренландія сильно віддалена і не має інфраструктури. Після 2013 року ціни знизились, тому такі зусилля зупинились.
Дебати щодо Brexit відновили розмови про ЄС у Гренландії із закликами до острова знову приєднатися до Союзу.

### Країни, що входять до складу Нідерландів, і спеціальні муніципалітети
Острови Аруба, Кюрасао та південна частина острова Сен-Мартен (Сінт-Мартен) є складовими країнами Королівства Нідерландів, тоді як Бонайре, Сінт-Евстатій та Саба — особливі голландські муніципалітети. Усі вони є заморськими країнами та територіями (OCT) згідно з Додатком II до договору ЄС. ОКТ вважаються «асоційованими» з ЄС і застосовують деякі частини законодавства ЄС. Острови вирішили стати Зовнішнім регіоном (ОМР) ЄС, статус, при якому острови є частиною Європейського Союзу, хоча вони отримують вигоди (винятки) із деяких законів ЄС через географічну віддаленість від материкової Європи . Острови зосереджені на тому, щоб отримати такий самий статус, як Азорські острови, Мадейра, Канарські острови та французькі заморські департаменти.
Коли Бонайре, Сінт Євстатій та Саба були засновані як голландські державні органи після розпуску Нідерландських Антильських островів (який був ОСТ) у 2010 році, їх статус у ЄС було підвищено. Замість того, щоб змінити свій статус з ОСТ на найвіддаленіший регіон, як це означатиме їх зміна статусу в Нідерландах, було вирішено, що їх статус залишатиметься незмінним протягом принаймні п'яти років. Через ці п'ять років їх статус буде переглянуто.
Якщо було вирішено, що один або всі острови бажають більше інтегруватися до ЄС, то Лісабонський договір передбачає це після одностайного рішення Європейської Ради. Колишній єврокомісар з питань розширення Данута Хюбнер заявила перед Європарламентом, що не очікує, що при такій зміні статусу виникнуть багато проблем, оскільки населення островів становить лише кілька тисяч людей.

### Французькі заморські департаменти та території
Території Французької Гвіани, Гваделупи, Мартініки, Майотти та Реюніону є заморськими департаментами Франції та одночасно одномодовими заморськими регіонами. Згідно з договором про ЄС (стаття 299 2), усі ці департаменти є найвіддаленішими регіонами (ОМР) ЄС — отже, положення договору ЄС застосовуються там, поки допускаються відступи. Статус заморського колективу Сен-Мартен також визначається як OMR Лісабонським договором. Нова Каледонія та заморські колективи Французької Полінезії, Сен-Бартелемі, Сен-П'єр і Мікелон, а також Уоліс і Футуна є заморськими країнами та територіями ЄС.
Нова Каледонія — це заморська територія Франції, що має свій унікальний статус згідно з французькою Конституцією, який відрізняється від статусу заморських департаментів та колективів. Вона визначена як «заморська країна» відповідно до Нумеа угоди 1998 року і має високий ступінь самоврядування. В даний час, що стосується ЄС, це одна із заморських країн та територій (OCT).
У результаті угоди з Нумеа Нові Каледонці проголосували за референдум про незалежність у листопаді 2018 року. Цей референдум мав визначити, чи буде ця територія залишатися частиною Французької Республіки як «колектив суї дженерис», або стане незалежною державою. Ці угоди також визначають поступовий перехід повноважень до місцевих зборів Нової Каледонії. Результатом референдуму стало те, що Нова Каледонія залишиться частиною Французької Республіки. Шаблон: Застаріла версія